# Provincia de Borneo Occidental
La provincia de Borneo Occidental (en indonesio: Kalimantan Barat) es una provincia de la República de Indonesia situada en la isla de Borneo. La ciudad capital es Pontianak.

## Geografía
Geográficamente la provincia se caracteriza principalmente por tener tierras bajas, las altas montañas se encuentran sólo en la frontera sureste. Las regiones costeras se caracterizan por grandes áreas pantanosas. El Kapuas, el río indonesio más largo, fluye a través de la provincia.

## Economía
Las principales industrias son las vinculadas a la copra, el aceite, el caucho, la madera y las industrias de aceite de palma. Como en muchas otras provincias de Indonesia, la tala de bosques para establecer plantaciones, da lugar a un importante problema ecológico.

## Demografía
La población de esta provincia es de 4.073.807 personas. Como tiene una extensión de 146.807 kilómetros cuadrados, la densidad poblacional es de 36,31 habitantes por kilómetro cuadrado.

### Grupos étnicos
La provincia de Borneo Occidental tiene una composición étnica muy compleja. Los principales grupos étnicos son los dayak (34,93% de la población) y los malayos indonesios (33,84% de la población). Los dayaks son tribus del interior, mientras que los malayos viven sobre todo en las zonas costeras. El tercer grupo étnico más nutrido es el javanés (9,74% de la población), que vive principalmente en zonas de transmigración. En cuarto lugar se sitúan los chinos (8,17%), que viven en su mayoría en zonas urbanas como Singkawang y Pontianak. Los siguientes grupos étnicos más representativos son los madureses (6,27%), que viven principalmente en Pontianak y Kubu Raya; los bugis (3,13%); los [Sondanés|sondaneses]] (1,13%); batak (0,60%); daya (0,52%) y banjar (0,33%). El 1,33% restante de la población pertenece a otras etnias.

### Lenguas
El indonesio es un idioma utilizado comúnmente por las distintas etnias de Borneo Occidental para comunicarse entre sí, pero también se hablan numerosas lenguas indígenas: por ejemplo, se hablan hasta 188 lenguas y dialectos dayaks, que guardan gran parecido con el malayo. Por su parte, el malayo, en sus distintas modalidades, se habla en la parte septentrional de la provincia y en la capital. También se habla chino, principalmente en su variedad teochew.

### Religiones
Según el censo de 2020, la religión mayoritaria de Borneo Occidental es el Islam (60% de la población). Las zonas de mayoría musulmana en Borneo Occidental son las regiones costeras, donde los malayos indonesios son mayoritarios. El Islam también es practicado por los javaneses, los madureses y los bugis. Por el contrario, en las zonas rurales habitadas por los dayak predomina el elemento cristiano. Los chinos indonesios de Borneo Occidental se adhieren principalmente al Budismo y al Cristianismo, tanto católico como protestante.